# Sirkka Selja
Sirkka Selja (nombre de nacimiento, Sirkka-Liisa Tulonen) (Hämeenkoski, 20 de marzo de 1920-Hollola, 17 de agosto de 2017) fue una poetisa y escritora finlandesa.
Suprimer libro fue publicado en 1942 se tituló Still I Live. Además de sus poemas, su producción incluye una obra de teatro y un par de audiolibros. Selja fue premiada con el Premio Nacional de Literatura de FInlandia en 1958, el Pro Finlandia en 1970, el Premio Aleksis Kivi en  1987 y el Premio P. Mustapää en 2007. Moriría el 17 de agosto de 2017 en Hollola a os 97 años.

## Obras
- Vielä minä elän (1942)
- Vedenneito (1944)
- Taman lauluja (1945)
- Linnut (1948)
- Niin kuin ovi (1953)
- Enkelin pelto (1957)
- Juuret (1962)
- Vierailulla ketun talossa (1966)
- Runot (1970)
- Kissansilmät (1971)
- Talo nimeltä Villiruusu (1975)
- Pisaroita iholla (1978)
- Unitie (1985)
- Aurinko on tallella: valitut runot 1942–1985 (1988)
- Valokuvaaja: proosarunoja (1995)
- Puut herättävät muistini (2000)
- Mahdottomuuden ylistys (2005)
- Riikinkukon lapsi (2010)